# Peter Schmalfuss

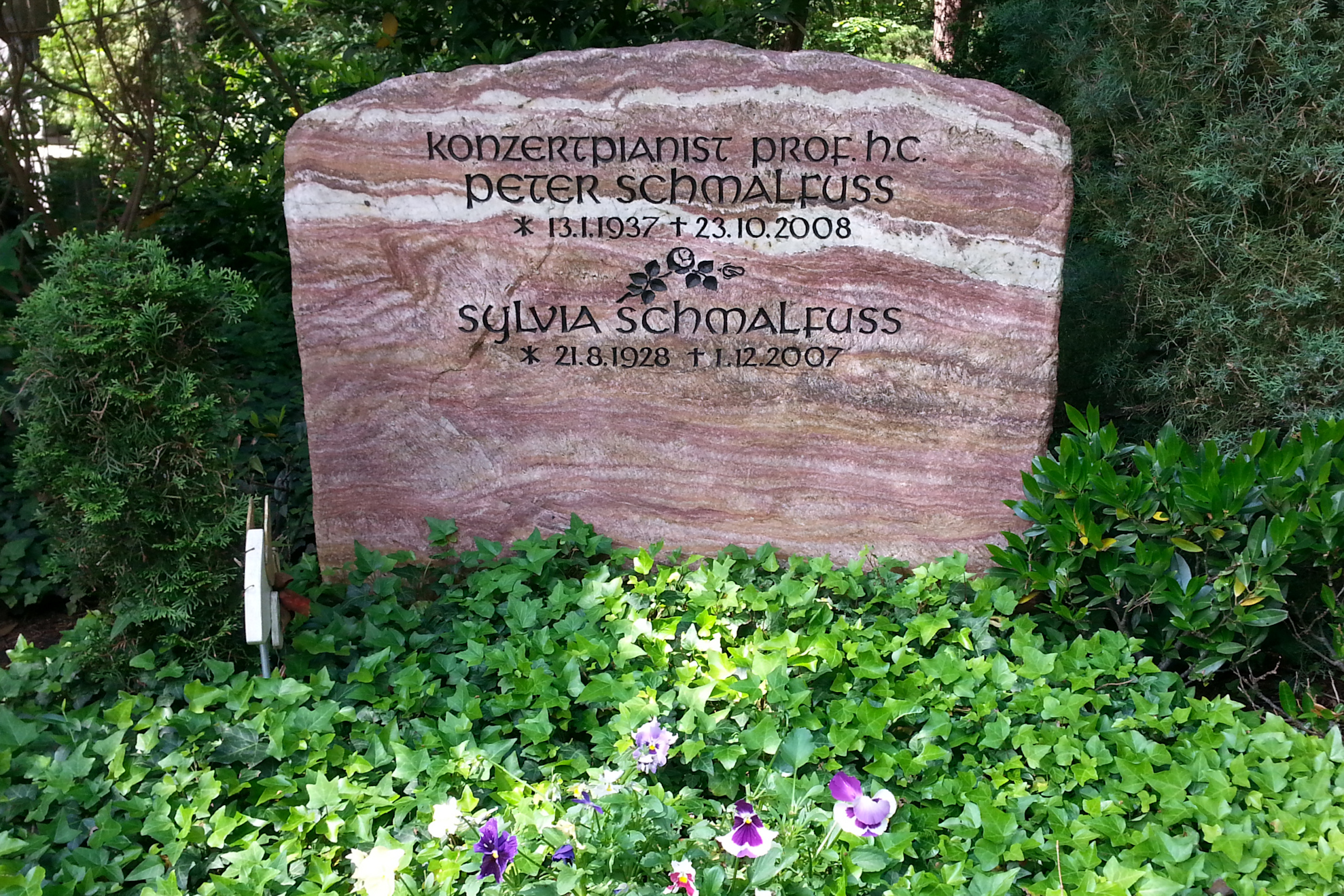
Grabstein von Peter und Sylvia Schmalfuss auf dem Darmstädter Waldfriedhof

Peter Schmalfuss (* 13. Januar 1937 in Berlin; † 23. Oktober 2008 in Darmstadt) war ein deutscher  Pianist. Er studierte bei Walter Gieseking, Adrian Aeschbacher und Wilhelm Kempff. Ab 1960 begann er Tourneen durch Europa, Nordafrika und Asien. Seine Einspielungen enthalten einen kompletten Zyklus der Beethoven-Sonaten und vor allem die Werke von Chopin. Er war 24 Jahre Professor an der Akademie für Tonkunst (Darmstadt) und Mitglied der Chopin-Gesellschaft in Warschau.

## Diskographie
- 1977 Edvard Grieg poetische Klavierstücke erschienen bei Thorofon.
- 1980 Walzer 1-14 von Frederic Chopin erschienen bei ZYX Music
- 1983 The World of the Classics: Claude Debussy erschienen bei VMK globe
- 1990 Mozart Collection  erschienen bei DA Music
- 1992 Werke für Klavier von Bedřich Smetana erschienen bei Thorofon
- 1993 Frederic Chopin-Walzer erschienen bei Bella Musica
- 1998 Die 5 Klavierkonzerte von Beethoven mit dem Tschechischen Symphonie-Orchester für Bella Musica
- 2002 Klavierwerke von Franz Liszt erschienen bei Bella Musica
- 2002 Camille Saint-Saëns Auswahl aus den Klavierwerken erschienen bei Bella Musica
- 2005 Klaviersonaten von Peter Iljitsch Tschaikowsky erschienen bei Bella Musica
- 2009 Chopin – postum veröffentlichte CD mit 14 Klavierwerken des Komponisten erschienen bei Bella Musica